# علیرضا رزم‌حسینی
علیرضا رزم‌حسینی (زاده ۱۳۴۰ در کرمان) وزیر سابق صنعت، معدن و تجارت و مدیراجرایی، تاجر و نظامی بازنشسته بوده است. او استاندار خراسان رضوی در دولت دوازدهم و پیش از آن استاندار استان کرمان در دولت یازدهم بوده که در سال ابتدایی دولت دوازدهم استعفا داده است. رزم حسینی در ۸ مهر ۹۹ با ۱۷۵ رای موافق، ۸۰ رای مخالف و ۹ رای ممتنع به عنوان وزیر صمت دولت دوازدهم انتخاب شد. وی تحصیلکرده کارشناسی علوم اقتصادی و بازرگانی از دانشگاه شهید باهنر کرمان است.

## وزیر صمت
۸ مهر ۱۳۹۹ نمایندگان مجلس، به علیرضا رزم حسینی به عنوان وزیر صنعت، معدن و تجارت رأی اعتماد دادند.
محمدباقر قالیباف نتیجه بررسی صلاحیت وزیر پیشنهادی وزارت صنعت، معدن و تجارت را قرائت کرد.
بر این اساس نمایندگان مجلس با ۱۷۵ رأی موافق، ۸۰ رأی مخالف، ۹ رأی ممتنع از مجموع ۲۶۴ نماینده حاضر در صحن، با تصدی علیرضا رزم حسینی در وزارت صنعت، معدن و تجارت موافقت کردند.

## اقدامات وابسته
◇ وزیر صمت (وزارت صنعت، معدن و تجارت)
◇ مبارزه با رانت در صنعت فولاد[۱۳]
◇ رشد تولید لوازم خانگی۱۴
◇ ابطال مجوز معادن راکد
◇ بنیانگذار طرح همیاران آب در کشور
◇ پایه‌گذاری بنیاد حفظ آثار و ارزش‌های دفاع مقدس

## تابعیت دوگانه
معاون پارلمانی رئیس جمهور با اشاره به دو تابعیتی خواندن وزیر صمت گفت: یک نفر از نمایندگان در صحن مجلس، چند بار این موضوع را تکرار کرد اما قاطعانه عرض می‌کنم، رزم حسینی دارای تابعیت مضاعف نیست.[12]
مجتبی ذوالنوری عضو دیگر گروه تحقیق و تفحص از دوتابعیتی‌ها در مجلس دهم هنگام معرفی رزم حسینی به عنوان وزیر صمت دوتابعیتی او را تکذیب کرد.

## افتخارات
- کسب عنوان استاندار برتر در صنعت گردشگری در تاریخ ۴ مهرماه ۹۶[۱۰]
- کسب عنوان استاندار برتر در حوزه پدافند غیرعامل در تاریخ ۲ آذرماه ۹۶[۱۱]